# Großsteingrab Tralau
Das Großsteingrab Tralau war eine megalithische Grabanlage der jungsteinzeitlichen Trichterbecherkultur bei Tralau, einem Ortsteil von Travenbrück im Kreis Stormarn in Schleswig-Holstein. Das Grab trägt die Fundplatznummer Tralau LA 29. Es wurde 1963 bei Kiesabbau entdeckt und von Gottfried Schäfer archäologisch untersucht.

## Lage
Das Grab befand sich südwestlich von Tralau in einem Waldstück auf einer Geländekuppe.

## Beschreibung
Die Anlage besaß eine ost-westlich orientierte Grabkammer, bei der es sich um einen erweiterten Dolmen mit einer Länge von etwa 1,4 m und einer Breite von 1 m handelte. Die Kammer war in einer 2,7 m tiefen, steilwandigen Grube angelegt worden. Diese hatte am Boden in Ost-West-Richtung eine Länge von 1,9 m und in Nord-Süd-Richtung eine Breite von 1,8 m. In etwa 1 m Höhe war eine Arbeitsterrasse mit einer Breite zwischen 1 m und 1,3 m angelegt worden. Die Gesamtlänge der Grube betrug auf dieser Höhe in Ost-West-Richtung 2,4 m und die Breite in Nord-Süd-Richtung 3 m. Von der Kammer war bei der Untersuchung nur noch der östliche Wandstein der südlichen Langseite erhalten. Dieser hatte eine Breite von 0,8 m und eine Höhe von 1,5 m. Mehrere weitere Steine waren bereits vor der Untersuchung entfernt worden. Anhand der Standspuren konnte rekonstruiert werden, dass die Kammer ursprünglich zwei Wandsteinpaare an den Langseiten besessen hatte. Die genaue Beschaffenheit der Schmalseiten ließ sich nicht sicher rekonstruieren. Zwischen dem Wandstein und der Grubenwand wurde eine Verfüllung aus kiesigem, mit Humus durchsetztem Sand festgestellt. Darüber folgte eine Schicht aus Lehm, der mit Feuerstein-Grus und Rollsteinen durchsetzt war. Auch die Arbeitsterrasse war mit Lehm aufgefüllt worden, der mit Feuerstein-Grus durchsetzt war. Das Kammerpflaster bestand aus einer unteren Schicht aus in Lehm gebetteten Rollsteinen und einer oberen, 2 cm dicken Schicht aus gebranntem Feuerstein.
Auf der Feuersteinschicht wurden noch einige kalzinierte Knochenstücke gefunden. Von den Grabbeigaben wurden eine Keramikscherbe, ein Flachbeil aus Feuerstein, zwei Feuerstein-Abschläge und zerfallene Bernstein-Perlen gefunden. Im oberen, durch Kiesabbau bereits gestörten Kammerbereich wurden zudem zwei Feuerstein-Klingen und ein kugelförmiger Feuerstein entdeckt.